# Жук, Александр Александрович
Алекса́ндр Алекса́ндрович (Алесь) Жук (бел. Алесь (Алякса́ндр Алякса́ндравіч) Жук; 1 апреля 1947 — 15 октября 2022) — белорусский прозаик, сценарист, драматург, переводчик и редактор. Член Союза писателей СССР (1973). Лауреат премии Ленинского комсомола Белорусской ССР (1978), Литературной премии имени И. Мележа (1982) и Государственной премии Беларуси имени Я. Коласа (1992).

## Биография
Родился 1 апреля 1947 года в д. Клешево Слуцкого района Минской области в семье служащего.
В 1970 году окончил отделение белорусского языка и литературы филологического факультета Белорусского государственного университета имени В. И. Ленина. В 1972—1974 годах служил в Советской армии командиром мотострелкового взвода.
Работал редактором издательства «Мастацкая літаратура» (1974—1977), заместителем главного редактора молодёжного литературного журнала «Маладосць» (1977—1979), инструктором сектора литературы при ЦК КП Белоруссии (1979—1980), главным редактором газеты «Літаратура і мастацтва» (1980—1986), секретарём правления Союза писателей Белорусской ССР, заместителем главного редактора литературного журнала «Полымя» (1989—1997), главным редактором русскоязычного литературного журнала «Нёман» (1997—2003), главным редактором журнала «Беларусь» (2003—2005).

## Творчество
Первый рассказ опубликовал в 1965 году. Известен как автор остросюжетной прозы. Перевёл на белорусский язык повесть «Собачье сердце» (1989) и роман «Мастер и Маргарита» М. Булгакова, опубликованный в 1994 году в издательстве «Мастацкая літаратура», повесть Ю. Трифонова «Предварительные итоги» (1986), повесть Г. Троепольского «Белый Бим Чёрное ухо» (1975), сборник Ю. Казакова «Арктур — гончий пес» (1976), повести М. Коцюбинского «Fata morgana» и «Дорогой ценой» (1980), произведения В. Богомолова «Зося» (1981), Назира Сафарова «День проклятий и день надежд» (1982), Тиркиша Джумагельдиева «Прапашчы чалавек» (1984).

## Кинопостановки
- 1982 — «Полигон» (сценарий Александр Акимов по повести «Звёзды над полигоном», реж. Владимир Попов, Беларусьфильм)
- 1986 — «Охота на Последнего Журавля» (сценарий Александр Жук, реж. Валерий Анисенко, Белорусское телевидение)

### Сборники прозы
- бел. «Асеннія халады» («Осенние холода») (1972)
- бел. «Паляванне на старых азёрах» («Охота на старых озёрах») (1975)
- бел. «Зоркі над палігонам» («Звёзды над полигоном») (1977) (художник Б. Б. Титович)
- бел. «Не забывай мяне» («Не забывай меня») (1978)
- бел. «Па саннай дарозе» («По санной дороге») (1979)
- бел. «Паўстанак вяртання» («Полустанок возвращения») (1981)
- бел. «Паляванне на Апошняга Жураўля» («Охота на Последнего Журавля») (1982)
- бел. «Праклятая любоў» («Проклятая любовь») (1990)
- бел. «На дазорнай сцяжыне» («На дозорной тропе») (1990) (художник А. А. Карпович)
- бел. «Пагаварыць трэба : Аповесць, апавяданні» («Поговорить нужно : повесть, рассказы») (1993)
- бел. «Сінія незямныя агні : Аповесці, апавяданні» («Синие неземные огни : повести, рассказы») (1993) (художник М. В. Чудников)

### Сборник остросюжетной прозы
- бел. «Чорны павой» («Чёрный повой») (1986) (художник В. Волынец)

### Драматургические произведения
- бел. «Апошні журавель» («Последний журавль») (совместно с А. Дударевым, поставлена в 1986)

### Избранное
- бел. «Выбраныя творы : У 2 т.» («Избранное : В 2 т.») (1993—1994)
- бел. «Праклятая любоў» («Проклятая любовь») (1996) (художник Ю. А. Евменов)
- бел. «Водсветы зорак : Выбранае : Аповесці, апавяданні» («Отблеск звёзд : Избранное : Повести, рассказы») (1997)
- бел. «Водсветы зорак : Выбранае : Аповесці, апавяданні» («Отблеск звёзд : Избранное : Повести, рассказы») (1997) (художник В. А. Макаренко)
- бел. «Над чыстым полем : Аповесці, апавяданні» («Над чистым полем : Повести, рассказы») (1999)
- бел. «Вечаровае сонца : выбранае» («Вечернее солнце : избранное») (2006)
- бел. «Паляванне на Апошняга Жураўля : аповесць, апавяданні» («Охота на Последнего Журавля : повесть, рассказы») (2009)

### В переводе на русский язык
- Жук, А. Снег под солнцем : рассказы и повести / А. Жук; Пер. с белорус. И. А. Сергеева. — Москва : Молодая гвардия, 1976. — 269 с.
- Жук, А. Идти долго : повести, рассказы / А. Жук; Пер. с белорус.; Худож. С. Соколов. — Москва : Советский писатель, 1981. — 286 с.
- Жук, А. Ночной маршрут : повесть и рассказы / А. Жук; Пер. с белорус. Г. Нужковой; художник В. Волынец. — Минск : Юнацтва, 1983. — 252 с.
- Жук, А. Охота на последнего журавля : повести и рассказы / А. Жук; Пер. с белорус. — Москва : Советский писатель, 1984. — 248 с.
- Жук, А. Оркестр в осеннем парке : повести и рассказы / А. Жук; Пер. с белорус.; Худож. В. П. Мастеров. — Минск : Мастацкая літаратура, 1987. — 509 с.
- Жук, А. Женщина на пляже : повести, рассказы / А. Жук; Пер. с белорус. О. А. Ждан, И. А. Сергеева. — Минск : Літаратура і Мастацтва, 2011. — 333 с.

## Награды и звания
- Лауреат премии Ленинского комсомола Белорусской ССР (1978) за книгу «Зоркі над палігонам»
- Лауреат Литературной премии имени И. Мележа (1982) за книгу «Паўстанак вяртання»
- Лауреат Государственной премии Беларуси имени Я. Коласа (1992) за книгу «Праклятая любоў»
- Орден «Знак Почёта»